# Джигурти
Джигурти (рос. Джигурты) — село у Курчалоївському районі Чечні Російської Федерації.
Населення становить 2218 осіб (2019). Входить до складу муніципального утворення Джугуртинське сільське поселення.

## Історія
Згідно із законом від 20 лютого 2009 року органом місцевого самоврядування є Джугуртинське сільське поселення.

## Населення
| 1990  | 2002  | 2010  | 2012  | 2013  | 2014  | 2015  |
| ----- | ----- | ----- | ----- | ----- | ----- | ----- |
| 876   | ↗1752 | ↗1967 | ↗1991 | ↗2016 | ↗2051 | ↗2067 |
| 2016  | 2017  | 2018  | 2019  |       |       |       |
| ↗2103 | ↗2139 | ↗2178 | ↗2218 |       |       |       |